# Liste des évêques de Cordoue

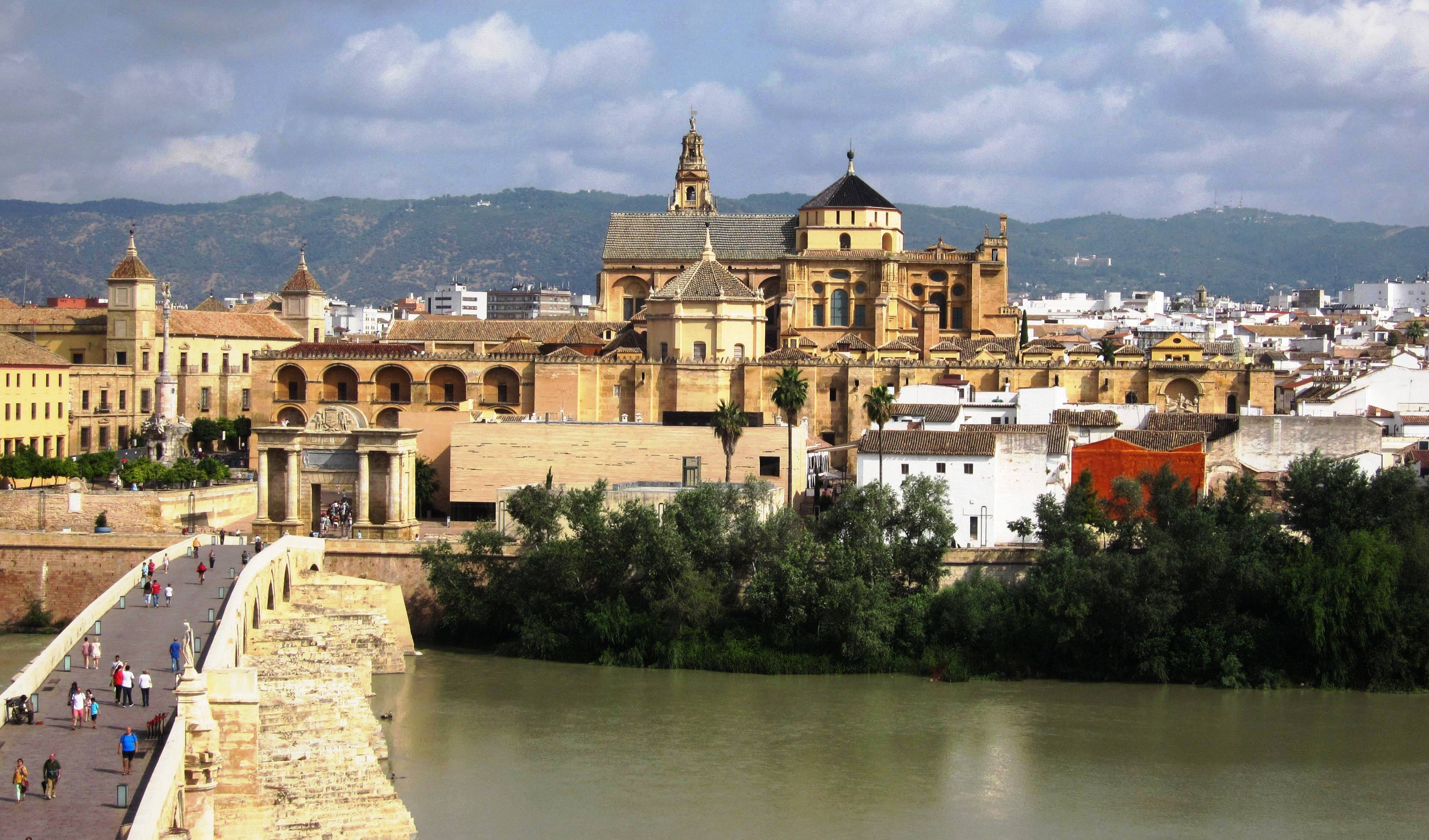
La cathédrale Notre-Dame-de-l'Assomption de Cordoue.

Liste des évêques de Cordoue en Espagne :

## Évêques
- Ossius (296–357)
- Higinio (358–387)
- Gregor (388)
- Isidor
- Esteban I. (504)
- Lampadio († 549)
- Agapio I. (vers 589-vers 591)
- Eleuterio (591-après 597)
- Agapio II. (614–618)
- Honorio (vers 619-vers 633)
- Heleca
- Leudefredo (vers 630–646)
- Fosforo (653)
- Mumulo (vers 683-vers 688)
- Zaqueo (vers 690)
- Felix (vers 764)
- Leo (León, Leoncio, Leovigildo?) (- après 764)
- Recafredo (vers 839)
- Saul (vers 850–862)
- Valente (862–875)
- Esteban II. (864)
- ? (931)
- Johann I. (955)
- Isá ibn Mansur (Asbag b. 'Abd Allah) (962)
- Johann II. (988)
- Juan (1155–1166) (administrateur apostolique)
- Cerebruno (1167–1180) (administrateur apostolique)
- Pedro de Cardona (1181–1182) (administrateur apostolique)
- Martín López de Pisuerga (1192–1195) (administrateur apostolique)
- Rodrigo Jiménez de Rada (1217–1238) (administrateur apostolique)
- Lope de Fitero (1238–1245)
- Gutierre Ruiz (1245–1249)
- Pedro Yáñez (1249–1251)
- Lope Pérez (1252–1257)
- Fernando de Mesa (1257–1274)
- Pascual (1274–1293)
- Gil Domínguez (1294–1299)
- Fernando Gutiérrez (1300–1325)
- Gutierre Ruiz (1326–1336)
- Juan Pérez (1336–1346)
- Fernando Núñez de Cabrera (1346–1350)
- Martín Ximénez de Argote (1350–1362)
- Andrés Pérez (1363–1372)
- Alfonso de Vargas (1373–1379)
- Juan Fernández Pantoja (1379–1397)
- Menendo (1379–1393)
- Fernando González Deza (1398–1426)
- Gonzalo Venegas (1426–1439)
- Sancho de Rojas (1440–1454)
- Gonzalo de Illescas (1454–1464)
- Pedro de Córdoba y Solier (1464–1476)
- Alonso de Burgos (1477–1483)
- Tello de Buendía (1483–1484)
- Luis de Velasco (1484)
- Iñigo Manrique (1485–1496)
- Francisco Sánchez de la Fuente (1496–1498)
- Juan Rodríguez de Fonseca (1499–1504)
- Juan Daza (1504–1510)
- Martín Fernández de Angulo Saavedra y Luna (1510–1516)
- Alfonso Manrique de Lara y Solís (1516–1523) (puis archevêque de Séville)
- Juan Álvarez de Toledo, OP (1523–1537) (puis évêque de Burgos)
- Pedro Fernández Manrique (1537–1540)
- Léopold d'Autriche (1541–1557)
- Diego Alava Esquivel (1558–1562)
- Cristóbal de Rojas y Sandoval (es) (1562–1571) (puis archevêque de Séville)
- Bernardo de Fresneda, OFM (1571–1577) (puis archevêque de Saragosse)
- Martín de Córdoba Mendoza, OP (1578–1581)
- Antonio Rodríguez de Pazos y Figueroa (1582–1586)
- Francisco Pacheco de Córdoba (1587–1590)
- Fernando de la Vega Fonseca (1591–1591)
- Pedro Portocarrero (1594–1597) (puis évêque de Cuenca)
- Francisco Reinoso Baeza (1597–1601)
- Pablo Laguna (1603–1606)
- Diego de Mardones, OP (1607–1624)
- Cristóbal Lobera Torres (1625–1630) (puis évêque de Plasencia)
- Jerónimo Ruiz Camargo (1632–1633)
- Domingo Pimentel Zúñiga, OP (1633–1641) (puis archevêque de Séville)
- Pedro Tapia, OP (1649–1652) (puis archevêque de Séville)
- Antonio Valdés Herrera (1653–1657)
- Francisco Díaz Alarcón y Covarrubias (1657–1675)
- Alfonso de Salizanes y Medina (1675–1685)
- Pedro de Salazar Gutiérrez de Toledo (1686–1706)
- Juan Bonilla Vargas, OSsT (1710–1712)
- Francisco Solís Hervás, OdeM (1714–1716)
- Marcelino Siuri Navarro (1717–1731)
- Tomás Ratto Ottonelli (1731–1738)
- Pedro Salazar Góngora (1738–1742)
- Miguel Vicente Cebrián Agustín (1742–1752)
- Francisco de Solís Folch de Cardona (1752–1755) (puis archevêque de Séville)
- Martín Barcia Carrascal (1756–1771)
- Francisco Garrido de la Vega (1772–1776)
- Baltasar Yusta Navarro (1777–1787)
- Antonio Caballero y Góngora (1788–1796)
- Agustín Ayestarán Landa (1796–1804)
- Pedro Antonio Trevilla (1805–1832)
- Juan José Bonel y Orbe (1833–1847) (puis archevêque de Tolède)
- Manuel Joaquín Tarancón y Morón (1847–1857) (puis archevêque de Séville)
- Juan Alfonso Albuquerque Berión (1857–1874)
- Zeferino González y Díaz Tuñón, OP (1875–1883) (puis archevêque de Séville)
- Sebastián Herrero y Espinosa de los Monteros (1883–1898) (puis archevêque de Valence)
- José Proceso Pozuelo y Herrero (1898–1913)
- Ramón Guillamet y Coma (1913–1920) (puis évêque de Barcelone)
- Adolfo Pérez y Muñoz (1920–1945)
- Pedro Segura y Sáenz (1945–1946) (administrateur apostolique)
- Albino González y Menéndez Reigada, OP (1946–1958)
- Manuel Fernández-Conde y García del Rebollar (1959–1970)
- José María Cirarda Lachiondo (1971–1978) (puis archevêque de Pampelune)
- José Antonio Infantes Florido (1978–1996)
- Francisco Javier Martínez Fernández (1996–2003) (puis archevêque de Grenade)
- Juan José Asenjo Pelegrina (2003–2008) (puis coadjuteur de Séville)
- Demetrio Fernández González (es) (2010-2025)
- Jesús Fernández González (es) (depuis 2025)